# Матчи сборной СССР по хоккею с шайбой (1960—1964)

## 1960
| 08.01.60. | Стокгольм. СССР — Швеция — 4:4 (1:1, 2:1, 1:2)                                | Товарищеский матч     |
| СССР: Пучков; Сологубов — Сидоренков, Уколов — Карпов; Локтев — Альметов (1) — Александров (2), Бычков — Гребенников — Цицинов (1), Петухов — Грошев — В. Якушев, Пряжников, Снетков.                                                  |                                                                               |                       |
| 10.01.60. | Стокгольм. СССР — Швеция — 4:0 (1:0, 2:0, 1:0)                                | Товарищеский матч     |
| СССР: Пучков; Сологубов — Карпов, Уколов — Сидоренков; Локтев (1) — Альметов — Александров (2), Бычков — Гребенников — Цицинов, Пряжников (1) — Грошев — В. Якушев, Снетков.                                                           |                                                                               |                       |
| 19.02.60. | Скво-Вэлли. СССР — ФРГ (ОГК) — 8:0 (3:0, 3:0, 2:0)                            | Олимпийские игры 1960 |
| СССР: Еркин; Сологубов (1) — Баулин (1), Кучевский — Сидоренков; Локтев (1) — Альметов (1) — Александров (1), Бычков — Гребенников — Цицинов, Петухов (1) — Грошев (1) — В. Якушев, Пряжников (1)                                      |                                                                               |                       |
| 20.02.60. | Скво-Вэлли. СССР — Финляндия — 8:4 (2:1, 4:0, 2:3)                            | Олимпийские игры 1960 |
| СССР: Пучков (Еркин, 41); Баулин — Карпов (1), Кучевский — Сидоренков; Локтев (1) — Альметов — Александров, Бычков — Гребенников (2) — Цицинов (1), Петухов — Грошев (2) — В. Якушев (1).                                              |                                                                               |                       |
| 22.02.60. | Скво-Вэлли. СССР — ЧССР — 8:5 (3:2, 2:1, 3:2)                                 | Олимпийские игры 1960 |
| СССР: Пучков; Сологубов — Баулин, Кучевский — Сидоренков; Локтев (3) — Альметов — Александров (2), Бычков — Гребенников — Цицинов (2), Петухов (1) — Грошев — В. Якушев.                                                               |                                                                               |                       |
| 24.02.60. | Скво-Вэлли. СССР — Швеция — 2:2 (0:0, 0:0, 2:2)                               | Олимпийские игры 1960 |
| СССР: Пучков; Сологубов — Карпов, Кучевский — Сидоренков; Локтев (1) — Альметов — Александров (1), Бычков — Гребенников — Цицинов, Петухов — Грошев — В. Якушев.                                                                       |                                                                               |                       |
| 25.02.60. | Скво-Вэлли. СССР — ФРГ (ОГК) — 7:1 (0:1, 4:0, 3:0)                            | Олимпийские игры 1960 |
| СССР: Еркин; Баулин — Карпов, Кучевский — Сидоренков (1), Пряжников — Альметов — Александров (1), Бычков — Гребенников (1) — Цицинов (2), Петухов (2) — Грошев — В. Якушев.                                                            |                                                                               |                       |
| 27.02.60. | Скво-Вэлли. СССР — США — 2:3 (2:1, 0:1, 0:1)                                  | Олимпийские игры 1960 |
| СССР: Пучков; Сологубов — Баулин, Кучевский — Сидоренков; Локтев — Альметов — Александров (1), Бычков (1) — Гребенников — Цицинов, Петухов — Грошев — В. Якушев.                                                                       |                                                                               |                       |
| 28.02.60. | Скво-Вэлли. СССР — Канада («Китченер Ватерлоо Датчмен») — 5:8 (0:3, 3:1, 2:4) | Олимпийские игры 1960 |
| СССР: Пучков; Сологубов — Баулин, Кучевский — Сидоренков; Локтев — Альметов (1) — Александров (1), Бычков — Гребенников (1) — Цицинов, Пряжников (1) — Грошев (1) — В. Якушев.                                                         |                                                                               |                       |
| 25.11.60. | Москва. СССР — Канада. («Чатам Марунз») — 3:5 (1:3, 0:1, 2:1)                 | Товарищеский матч     |
| СССР: Пучков; Сологубов (1) — Трегубов, Брежнев — Сидоренков, Кузьмин — Рагулин, Локтев — Альметов — Александров, Е. Майоров — Старшинов — Б. Майоров, Брунов — Деконский — Сенюшкин (1), Снетков (1) — В. Якушев — Цыплаков, Никитин. |                                                                               |                       |
| 27.11.60. | Москва. СССР — Канада. («Чатам Марунз») — 11:2 (1:0, 5:1, 5:1)                | Товарищеский матч     |
| СССР: Коноваленко; Рагулин — Трегубов, Брежнев — Сидоренков, Деконский — Альметов (1) — Александров (2), Е. Майоров (1) — Старшинов (2) — Б. Майоров (1), Снетков (1) — В. Якушев (1) — Цыплаков (2).                                  |                                                                               |                       |
| 28.11.60. | Москва. СССР — Канада. («Чатам Марунз») — 3:1 (0:0, 2:1, 1:0)                 | Товарищеский матч     |
| СССР: Коноваленко; Ал. Рагулин (1) — Данилов, Э. Иванов — Давыдов, Кузьмин — Рыжов; Морозов — Борисов — Никитин (1), Орчаков — Юрзинов — Цицинов, Сахаровский — Чистовский — Халаичев, Деконский — Сенюшкин (1) — Лощинин.             |                                                                               |                       |

## 1961
| 06.01.61. | Гётеборг. СССР — Швеция — 4:6 (2:3, 0:2, 2:1)                     | Товарищеский матч                      |
| СССР: Чинов; Сологубов — Трегубов, Брежнев — Сидоренков; Локтев — Альметов (1) — Александров (1), Е. Майоров — Старшинов (1) — Б. Майоров, Снетков (1) — В. Якушев — Цыплаков.                             |                                                                   |                                        |
| 08.01.61. | Гётеборг. СССР — Швеция — 3:2 (0:1, 1:1, 2:0)                     | Товарищеский матч                      |
| СССР: Чинов; Брежнев — Сидоренков, Рагулин — Трегубов; Сологубов — В. Якушев (1) — Снетков (1), Локтев — Альметов — Александров, Е.Майоров (1) — Старшинов — Б. Майоров.                                   |                                                                   |                                        |
| 14.02.61. | Москва. СССР — Канада — 1:4 (0:2, 0:0, 1:2)                       | Товарищеский матч                      |
| СССР: Ан. Рагулин; Э. Иванов — Ал. Рагулин, Давыдов — Орехов, Данилов; Снетков — Якушев — Цыплаков, Е.Майоров — Старшинов — Б.Майоров, Морозов (1) — Борисов — Никитин, Юрзинов, Орчаков.                  |                                                                   |                                        |
| №108 02.03.61. | Лозанна. СССР — США — 13:2 (5:0, 5:0, 3:2)                        | Чемпионат мира по хоккею с шайбой 1961 |
| СССР: Чинов; Сологубов (1) — Трегубов (2), Рагулин (1) — Сидоренков (1); Локтев (2) — Альметов — Александров (2), Снетков — В.Якушев — Цыплаков (1), Е.Майоров (1) — Старшинов (2) — Б.Майоров.            |                                                                   |                                        |
| №109 04.03.61 | Лозанна. СССР — Швеция — 6:2 (3:0, 2:0, 1:2)                      | Чемпионат мира по хоккею с шайбой 1961 |
| СССР: Чинов; Сологубов — Трегубов, Рагулин — Сидоренков; Локтев — Альметов (1) — Александров, Снетков (2) — В. Якушев — Цыплаков, Е. Майоров (2) — Старшинов — Б. Майоров (1).                             |                                                                   |                                        |
| №110 05.03.61. | Лозанна. СССР — Финляндия — 7:3 (5:0, 0:0, 2:3)                   | Чемпионат мира по хоккею с шайбой 1961 |
| СССР: Чинов (Коноваленко, 21); Брежнев — Трегубов, Рагулин — Сидоренков (2); Локтев — Альметов — Александров (1), Снетков (2) — В. Якушев (1) — Юрзинов; Е. Майоров — Старшинов (1) — Б. Майоров.          |                                                                   |                                        |
| №111 07.03.61. | Женева. СССР — ЧССР — 4:6 (1:2, 2:2, 1:2)                         | Чемпионат мира по хоккею с шайбой 1961 |
| СССР: Чинов; Сологубов — Трегубов, Рагулин — Сидоренков; Локтев — Альметов — Александров, Снетков — В. Якушев (1) — Цыплаков, Е. Майоров (1) — Старшинов (1) — Б. Майоров (1).                             |                                                                   |                                        |
| №112 09.03.61. | Женева. СССР — ГДР — 9:1 (6:0, 1:1, 2:0)                          | Чемпионат мира по хоккею с шайбой 1961 |
| СССР: Чинов (Коноваленко, 21); Сологубов — Трегубов (2), Рагулин — Сидоренков; Локтев (2) — Альметов (1) — Александров (2), Снетков (1) — В. Якушев — Цыплаков, Е. Майоров — Старшинов (1) — Б. Майоров.   |                                                                   |                                        |
| №113 11.03.61. | Лозанна. СССР — ФРГ — 11:1 (2:0, 4:1, 5:0)                        | Чемпионат мира по хоккею с шайбой 1961 |
| СССР: Чинов (Коноваленко, 41); Сологубов — Трегубов, Рагулин — Сидоренков; Локтев (1) — Альметов (2) — Александров (1), Снетков (1) — Юрзинов — Цыплаков, Б. Майоров (1) — Старшинов (1) — Б. Майоров (4). |                                                                   |                                        |
| №114 12.03.61. | Женева. СССР — Канада («Трэйл Смоук Итерз») — 1:5 (0:1, 0:2, 1:2) | Чемпионат мира по хоккею с шайбой 1961 |
| СССР: Чинов; Сологубов — Трегубов, Рагулин — Сидоренков; Локтев — Альметов — Александров, Снетков — В. Якушев — Юрзинов, Б. Майоров — Старшинов — Б. Майоров (1).                                          |                                                                   |                                        |
| 05.12.61. | Москва. СССР — Швеция — 2:1 (1:0, 1:0, 0:1)                       | Товарищеский матч                      |
| СССР: Пучков; Иванов — Давыдов, Рагулин — Сидоренков; Снетков — В. Якушев — Цыплаков, Петухов — Юрзинов — Ю. Волков, Сахаровский — Чистовский — Халаичев (2), Е. Майоров.                                  |                                                                   |                                        |
| 06.12.61. | Москва. СССР — Швеция — 2:5 (1:2, 1:2, 0:1)                       | Товарищеский матч                      |
| СССР: Чинов; Сидоренков — Брежнев, Кузьмин — Дроздов, Рагулин; Е. Майоров — Старшинов — Б.Майоров, Деконский — Альметов — Сенюшкин (1), Ю. Морозов (1) — Борисов — Никитин.                                |                                                                   |                                        |

## 1962
| №115 16.01.62. | Братислава. СССР — ЧССР — 2:4 (1:2, 1:0, 0:2)  | Товарищеский матч |
| СССР: Пучков; Рагулин — Сидоренков, Иванов — Давыдов, Брежнев; Снетков — В. Якушев — Чистовский, Киселев — Альметов — Сенюшкин (1), Петухов — Юрзинов (1) — Ю. Волков.                             |                                                |                   |
| №116 18.01.62. | Прага. СССР — ЧССР — 2:3 (0:1, 0:2, 2:0)       | Товарищеский матч |
| СССР: Пучков; Рагулин — Сидоренков, Иванов — Давыдов; Снетков (1) — В. Якушев — Чистовский, Киселев — Альметов — Сенюшкин (1), Петухов — Юрзинов — Ю. Волков. Е. Майоров — Старшинов — Б. Майоров. |                                                |                   |
| №117 16.02.62. | Стокгольм. СССР — Швеция — 4:0 (0:0, 0:0, 4:0) | Товарищеский матч |
| СССР: Пучков; Рагулин — Сидоренков, Иванов — Давыдов; Снетков (1) — В. Якушев — Чистовский, Е. Майоров — Старшинов (1) — Б. Майоров, Киселев — Альметов (2) — Сенюшкин, Петухов.                   |                                                |                   |
| №118 18.02.62. | Стокгольм. СССР — Швеция — 4:3 (1:3, 1:0, 2:0) | Товарищеский матч |
| СССР: Пучков; Рагулин (1) — Сидоренков, Иванов — Давыдов; Снетков (1) — В. Якушев — Чистовский (1), Е. Майоров — Старшинов — Б. Майоров (1), Киселев — Альметов — Сенюшкин, Петухов.               |                                                |                   |
| №119 06.03.62. | Москва. СССР — ЧССР — 2:1 (1:1, 0:0, 1:0)      | Товарищеский матч |
| СССР: Пучков; Рагулин — Сидоренков, Иванов — Давыдов; Чистовский — Альметов — В. Якушев, Е. Майоров (1) — Старшинов — Б. Майоров, Петухов — Юрзинов — Ю. Волков(1)                                 |                                                |                   |
| №120 08.03.62. | Москва. СССР — ЧССР — 2:2 (1:1, 0:0, 1:1)      | Товарищеский матч |
| СССР: Пучков; Рагулин — Сидоренков, Иванов — Давыдов; Снетков — Альметов — В. Якушев, Е. Майоров — Старшинов (1) — Б. Майоров, Петухов — Юрзинов — Ю. Волков (1).                                  |                                                |                   |
| №121 21.12.62. | Прага. СССР — ЧССР — 3:4 (0:1, 0:0, 3:3)       | Товарищеский матч |
| СССР: Коноваленко; Рагулин — Иванов (1), Кузькин — Давыдов, Брежнев; В. Якушев — Альметов — Фирсов (2), Е. Майоров — Старшинов — Б. Майоров, Петухов — Юрзинов — Ю. Волков.                        |                                                |                   |
| №122 23.12.62. | Прага. СССР — ЧССР — 3:3 (0:2, 3:1, 0:0)       | Товарищеский матч |
| СССР: Коноваленко; Рагулин — Иванов, Кузькин — Давыдов, Брежнев; В. Якушев — Альметов (1) — Фирсов, Е. Майоров (1) — Старшинов — Б. Майоров (1), Петухов — Юрзинов — Ю. Волков.                    |                                                |                   |
| №123 28.12.62. | Дрезден. СССР — ГДР — 10:0 (6:0, 2:0, 2:0)     | Товарищеский матч |
| СССР: Б. Зайцев; Рагулин (1) — Иванов, Кузькин — Брежнев; Е. Майоров — Старшинов (2) — Б. Майоров (1), Фирсов — Дроздов (1) — Козин, Петухов (1) — Юрзинов (2) — Ю. Волков (2).                    |                                                |                   |
| №124 29.12.62. | Берлин. СССР — ГДР — 8:1 (3:0, 3:0, 2:1)       | Товарищеский матч |
| СССР: Коноваленко; Рагулин — Иванов, Кузькин — Брежнев (2); Е. Майоров (1) — Старшинов — Б. Майоров, В. Якушев — Альметов (1) — Фирсов (2), Петухов (1) — Юрзинов (1) — Ю. Волков.                 |                                                |                   |

## 1963
| №125 08.02.63. | Москва. СССР — США — 12:0 (4:0, 4:0, 4:0)                            | Товарищеский матч                      |
| СССР: Коноваленко; Рагулин — Иванов, Кузькин — Давыдов; Е. Майоров — Старшинов (3) — Б. Майоров (3), Парамошкин (2) — Юрзинов — Ю. Волков (1), В. Якушев (1) — Альметов (1) — Александров (1).                            |                                                                      |                                        |
| №126 09.02.63. | Москва. СССР — США — 12:3 (1:0, 4:1, 7:2)                            | Товарищеский матч                      |
| СССР: Пучков; Кузьмин — Иванов, Кузькин (1) — Давыдов, Рагулин; Парамошкин (4) — Альметов (1) — Александров, Е. Майоров (1) — Старшинов (4) — Б. Майоров, В. Якушев — Юрзинов (1) — Фирсов.                               |                                                                      |                                        |
| №127 07.03.63. | Стокгольм. СССР — Финляндия — 6:1 (0:0, 2:0, 4:1)                    | Чемпионат мира по хоккею с шайбой 1963 |
| СССР: Коноваленко; Рагулин — Иванов , Кузькин (1) — Давыдов; В. Якушев (1) — Альметов — Александров (1), Е. Майоров — Старшинов — Б. Майоров , Петухов (1) — Юрзинов (2) — Ю. Волков.                                     |                                                                      |                                        |
| №128 08.03.63. | Стокгольм. СССР — Швеция — 1:2 (1:0, 0:2, 0:0)                       | Чемпионат мира по хоккею с шайбой 1963 |
| СССР: Коноваленко; Рагулин — Иванов , Кузькин — Давыдов; В. Якушев — Альметов — Александров, Е. Майоров — Старшинов (1) — Б. Майоров, Петухов — Юрзинов — Ю. Волков.                                                      |                                                                      |                                        |
| №129 10.03.63. | Стокгольм. СССР — ФРГ — 15:3 (5:2, 4:0, 6:1)                         | Чемпионат мира по хоккею с шайбой 1963 |
| СССР: Коноваленко (Б. Зайцев, 41); Рагулин — Иванов (1), Кузькин — Сологубов (1); В. Якушев (1) — Альметов — Александров (2), Е. Майоров (1) — Старшинов (2) — Б. Майоров (2), Петухов (2) — Юрзинов (1) — Ю. Волков (2). |                                                                      |                                        |
| №130 12.03.63. | Стокгольм. СССР — ГДР — 12:0 (4:0, 4:0, 4:0)                         | Чемпионат мира по хоккею с шайбой 1963 |
| СССР: Коноваленко; Рагулин — Иванов (2), Кузькин — Давыдов; В. Якушев — Альметов (2) — Александров (1), Е. Майоров — Старшинов (2) — Б. Майоров (1), Петухов (1) — Юрзинов (1) — Ю. Волков (2).                           |                                                                      |                                        |
| №131 14.03.63. | Стокгольм. СССР — ЧССР — 3:1 (1:1, 1:0, 1:0)                         | Чемпионат мира по хоккею с шайбой 1963 |
| СССР: Коноваленко; Рагулин — Иванов, Кузькин — Давыдов; В. Якушев — Альметов (1) — Александров, Е. Майоров (1) — Старшинов (1) — Б. Майоров, Петухов — Юрзинов — Ю. Волков.                                               |                                                                      |                                        |
| №132 15.03.63. | Стокгольм. СССР — США — 9:0 (3:0, 5:0, 1:0)                          | Чемпионат мира по хоккею с шайбой 1963 |
| СССР: Коноваленко; Рагулин (2) — Иванов, Кузькин — Давыдов; В. Якушев (2) — Альметов (2) — Александров, Е. Майоров (1) — Старшинов (1) — Б. Майоров, Петухов — Юрзинов (1) — Ю. Волков.                                   |                                                                      |                                        |
| №133 17.03.63. | Стокгольм. СССР — Канада («Трэйл Смоук Итерз») — 4:2 (3:0, 1:0, 0:2) | Чемпионат мира по хоккею с шайбой 1963 |
| СССР: Коноваленко; Рагулин — Иванов (1), Кузькин — Давыдов; В. Якушев — Альметов (1) — Александров, Е. Майоров — Старшинов (1) — Б. Майоров, Петухов — Юрзинов — Ю. Волков (1).                                           |                                                                      |                                        |
| №134 11.12.63. | Стокгольм. СССР — Швеция — 5:2 (1:1, 1:0, 3:1)                       | Товарищеский матч                      |
| СССР: Коноваленко; Рагулин — Иванов, Кузькин — Давыдов, Брежнев (1); Локтев — Альметов (2) — Александров, Е. Майоров — Старшинов (2) — Б. Майоров, Петухов — Юрзинов — Ю. Волков, Фирсов.                                 |                                                                      |                                        |
| №135 13.12.63. | Стокгольм. СССР — Швеция — 4:2 (0:0, 1:2, 3:0)                       | Товарищеский матч                      |
| СССР: Коноваленко; Рагулин — Иванов, Кузькин — Давыдов, Брежнев; Локтев — Альметов (1) — Александров (1), Е. Майоров — Старшинов (1) — Б. Майоров, Л. Волков (1) — Дроздов — Фирсов, Юрзинов.                             |                                                                      |                                        |

## 1964
| 01.01.64. | Москва. СССР — Финляндия — 7:0 (5:0, 1:0, 1:0)        | Кубок Ахерна          |
| СССР: Б. Зайцев (Ан. Рагулин, 41); О. Зайцев — Данилов, А. Макаров — Жидков (1); Козин — В. Якушев (2) — Сенюшкин (1), Парамошкин (1) — Грошев — Ионов (1), Стриганов — Стаин — Киселев (1), В. Ярославцев.                        |                                                       |                       |
| №136 15.01.64. | Москва. СССР — Канада — 8:1 (3:0, 2:1, 3:0)           | Товарищеский матч     |
| СССР: Коноваленко; Рагулин (1) — Иванов, Кузькин — Давыдов, О. Зайцев; Локтев — Альметов (1) — Александров, Е. Майоров — Старшинов (1) — Б. Майоров (1), Петухов — Юрзинов (2) — Фирсов (2), Ю. Волков.                            |                                                       |                       |
| 17.01.64. | Москва. СССР — Канада — 2:1 (1:0, 1:0, 0:1)           | Товарищеский матч     |
| СССР: Б. Зайцев (Толмачев, 41); Брежнев — О. Зайцев, А. Макаров — Жидков; Козин — В. Якушев — Цыплаков, Л. Волков (1) — Дроздов — Ю. Волков (1), Парамошкин 0 Грошев — Вик. Ярославцев, Ионов.                                     |                                                       |                       |
| 19.01.64. | Москва. СССР — США — 11:2 (4:0, 3:1, 4:1)             | Товарищеский матч     |
| СССР: Коноваленко; Иванов (1) — Рагулин, Давыдов — Кузькин; Локтев (2) — Альметов (1) — Александров (1) — Е. Майоров (1) — Старшинов (1) — Б.Майоров (1), Петухов (3) — Юрзинов — Фирсов.                                          |                                                       |                       |
| 21.01.64. | Москва. СССР — США — 12:1 (5:0, 4:0, 3:1)             | Товарищеский матч     |
| СССР: Ан. Рагулин; Брежнев — Кузьмин, Макаров — Жидков (1), Козин (3) — В. Якушев (2) — Цыплаков, Стриганов (1) — Стаин (1) — Алексеев, Парамошкин (2) — Грошев — Ярославцев, Ионов (1), Дроздов (1).                              |                                                       |                       |
| №137 28.01.64. | Инсбрук. СССР — Венгрия — 19:1 (8:0, 6:0, 5:1)        | Олимпийские игры 1964 |
| СССР: Коноваленко (Б. Зайцев, 41); Рагулин — Иванов (1), Кузькин — Давыдов (1); Локтев (2) — Альметов (2) — Александров (3), Е. Майоров (2) — Старшинов (1) — Б. Майоров (1), Л. Волков (2) — В. Якушев (2) — Фирсов (2), Петухов. |                                                       |                       |
| №138 29.01.64. | Инсбрук. СССР — США — 5:1 (1:0, 3:0, 1:1)             | Олимпийские игры 1964 |
| СССР: Коноваленко; Рагулин — Иванов, Кузькин — Давыдов; Локтев — Альметов — Александров, Е. Майоров — Старшинов (1) — Б. Майоров (1), Л. Волков — В. Якушев (2) — Фирсов (1), Петухов.                                             |                                                       |                       |
| №139 31.01.64. | Инсбрук. СССР — ЧССР — 7:5 (4:0, 1:3, 2:2)            | Олимпийские игры 1964 |
| СССР: Коноваленко, Рагулин — Иванов (1), Кузькин — Давыдов; Локтев (1) — Альметов (1) — Александров (1), Петухов (1) — Старшинов — Б. Майоров, Л. Волков — В. Якушев (1) — Фирсов (1).                                             |                                                       |                       |
| №140 01.02.64. | Инсбрук. СССР — Швейцария — — 15:0 (7:0, 3:0, 5:0)    | Олимпийские игры 1964 |
| СССР: Б. Зайцев; Рагулин (1) — Иванов (2), Кузькин — О. Зайцев; Локтев (1) — Альметов — Александров (1), Петухов (3) — Старшинов (3) — Б. Майоров, Л. Волков (1) — В. Якушев (2) — Фирсов (1).                                     |                                                       |                       |
| №141 04.02.64. | Инсбрук. СССР — Финляндия — 10:0 (2:0, 4:0, 4:0)      | Олимпийские игры 1964 |
| СССР: Коноваленко (Б. Зайцев, 41); Рагулин (1) — Иванов, Кузькин (1) — Давыдов, О. Зайцев; Локтев (1) — Альметов — Александров (1), Е. Майоров — Старшинов (2) — Б. Майоров (3), Л. Волков — В. Якушев (1) — Фирсов.               |                                                       |                       |
| №142 05.02.64. | Инсбрук. СССР — ФРГ — (ОГК) — 10:0 (2:0, 5:0, 3:0)    | Олимпийские игры 1964 |
| СССР: Коноваленко; Рагулин — Иванов (1), Кузькин — Давыдов; Локтев (1) — Альметов (2) — Александров, Петухов — Старшинов — Б. Майоров (2), Л. Волков (2) — В. Якушев (1) — Фирсов (1), Е. Майоров.                                 |                                                       |                       |
| №143 07.02.64. | Инсбрук. СССР — Швеция — 4:2 (1:1, 1:0, 2:1)          | Олимпийские игры 1964 |
| СССР: Коноваленко; Рагулин (1) — Иванов (1), Кузькин (1) — Давыдов; Локтев — Альметов — Александров, Е. Майоров — Старшинов — Б. Майоров, Л. Волков (1) — В. Якушев — Фирсов.                                                      |                                                       |                       |
| №144 08.02.64. | Инсбрук. СССР — Канада — 3:2 (0:1, 2:1, 1:0)          | Олимпийские игры 1964 |
| СССР: Коноваленко; Рагулин — Иванов, Кузькин — Давыдов, О. Зайцев; Локтев — Альметов — Александров (1), Е. Майоров (1) — Старшинов (1) — Б. Майоров, Л. Волков — В. Якушев — Фирсов.                                               |                                                       |                       |
| №145 27.11.64. | Москва. СССР — ЧССР — 2:0 (1:0, 0:0, 1:0)             | Товарищеский матч     |
| СССР: Коноваленко; Кузькин — О. Зайцев (1), Рагулин — Иванов, Петухов — Давыдов; Е. Майоров — Старшинов (1) — Б. Майоров, Парамошкин — Юрзинов — Ю. Волков, Л. Волков — В. Якушев — Фирсов.                                        |                                                       |                       |
| №146 29.11.64. | Москва. СССР — ЧССР — 3:0 (1:0, 0:0, 2:0)             | Товарищеский матч     |
| СССР: Толмачев; Кузькин — О. Зайцев, Рагулин — Иванов, Жидков (1) — Давыдов; Локтев — Альметов (1) — Александров, В. Якушев — Старшинов — Б. Майоров (1), Л. Волков — Сенюшкин — Фирсов.                                           |                                                       |                       |
| №147 07.12.64. | Москва. СССР — Швеция — 4:0 (2:0, 2:0, 0:0)           | Товарищеский матч     |
| СССР: Коноваленко; Кузькин — О. Зайцев, Рагулин (1) — Иванов, Петухов — Давыдов; Локтев — Альметов (1) — Александров, Е. Майоров (1) — Старшинов (1) — Б. Майоров, Парамошкин — Юрзинов — Ю. Волков.                               |                                                       |                       |
| №148 08.12.64. | Москва. СССР — Швеция — 2:4 (1:2, 1:1, 0:1)           | Товарищеский матч     |
| СССР: Толмачев; Кузькин — О. Зайцев, Рагулин — Иванов, Давыдов; Локтев — Альметов — Александров, Е. Майоров — Старшинов (1) — Б. Майоров, Л. Волков — В. Якушев — Фирсов (1).                                                      |                                                       |                       |
| №149 13.12.64. | Торонто. СССР — Канада — 4:0 (2:0, 1:0, 1:0)          | Товарищеский матч     |
| СССР: Коноваленко (Толмачев, 21); Рагулин — Иванов, Кузькин — Давыдов, О. Зайцев; Е. Майоров (1) — Старшинов (2) — Б. Майоров, Л. Волков — В. Якушев (1) — Фирсов, Петухов — Юрзинов — Ю. Волков, Александров.                     |                                                       |                       |
| №150 17.12.64. | Виннипег. СССР — Канада — 6:1 (3:1, 0:0, 3:0)         | Товарищеский матч     |
| СССР: Коноваленко (Толмачев, 44), Рагулин — Иванов, Кузькин (1) — Давыдов, О. Зайцев; Локтев (2) — Альметов (1) — Александров, Е. Майоров — Старшинов (2) — Б. Майоров, Л. Волков — Сенюшкин — Фирсов, Петухов, Парамошкин.        |                                                       |                       |
| №151 20.12.64. | Виннипег. СССР — Канада — 4:1 (2:1, 1:0, 1:0)         | Товарищеский матч     |
| СССР: Коноваленко, Рагулин — Иванов, Кузькин — Давыдов, О. Зайцев; Е. Майоров — Старшинов (2) — Б. Майоров, Л. Волков — В. Якушев (1) — Фирсов (1), Петухов — Юрзинов — Ю. Волков, Александров, Сенюшкин, Парамошкин.              |                                                       |                       |
| 23.12.64. | Трейл. СССР — Канада — 9:7 (4:4, 2:2, 3:1)            | Товарищеский матч     |
| СССР: Толмачев (Коноваленко, 31); Э.Иванов — Рагулин (1), Кузькин — Давыдов, О.Зайцев; Локтев (1) — Альметов (1) — В.Александров, Е. Майоров (2) — Старшинов — Б. Майоров (1), Л. Волков — Якушев (1) — Фирсов (2), Юрзинов.       |                                                       |                       |
| №152 26.12.64. | Колорадо-Спрингс. СССР — ЧССР — 8:2 (3:0, 1:0, 4:2)   | Мемориал Брауна       |
| СССР: Коноваленко; Рагулин — Иванов, Кузькин — Давыдов, О. Зайцев; Локтев (2) — Альметов (2) — Александров (1), Л. Волков — В. Якушев — Фирсов (1), Петухов — Юрзинов (1) — Ю. Волков (1).                                         |                                                       |                       |
| №153 27.12.64. | Колорадо-Спрингс. СССР — Канада — 5:3 (2:0, 1:2, 2:1) | Мемориал Брауна       |
| СССР: Коноваленко; Рагулин — Иванов, Кузькин — Давыдов, О. Зайцев; Локтев — Альметов — Александров (1), Е. Майоров — Старшинов (1) — Б. Майоров, Петухов — Юрзинов (1) — Ю. Волков (2).                                            |                                                       |                       |
| №154 29.12.64. | Колорадо-Спрингс. СССР — ЧССР — 3:5 (1:2, 2:2, 0:1)   | Мемориал Брауна       |
| СССР: Коноваленко (Толмачев, 26); Рагулин — Иванов, Кузькин — Давыдов, О. Зайцев; Локтев — Альметов (1) — Александров, Е. Майоров — Старшинов (1) — Б. Майоров, Л. Волков — В. Якушев — Фирсов (1).                                |                                                       |                       |
| №155 30.12.64. | Колорадо-Спрингс. СССР — Канада — 7:5 (3:3, 3:0, 1:2) | Мемориал Брауна       |
| СССР: Коноваленко; Рагулин — Иванов, Кузькин — Давыдов; Альметов — Старшинов (1) — Б. Майоров, Л. Волков (1) — В. Якушев (1) — Фирсов (2), Петухов (1) — Юрзинов — Ю. Волков, Александров (1).                                     |                                                       |                       |

| Матчи сборной СССР за предыдущие годы (1956—1959) | Матчи сборной СССР по хоккею в 1960—1964 гг. | Матчи сборной СССР за последующие годы (1965—1969) |